# 12412 Muchisachie
12412 Muchisachie (tên chỉ định: 1995 ST4) là một tiểu hành tinh vành đai chính. Nó được phát hiện bởi Kin Endate và Kazuro Watanabe ở Đài thiên văn Kitami ở Hokkaidō, Nhật Bản, ngày 20 tháng 9 năm 1995. Nó được đặt theo tên Muchi Sachie.